# Hubert Henz

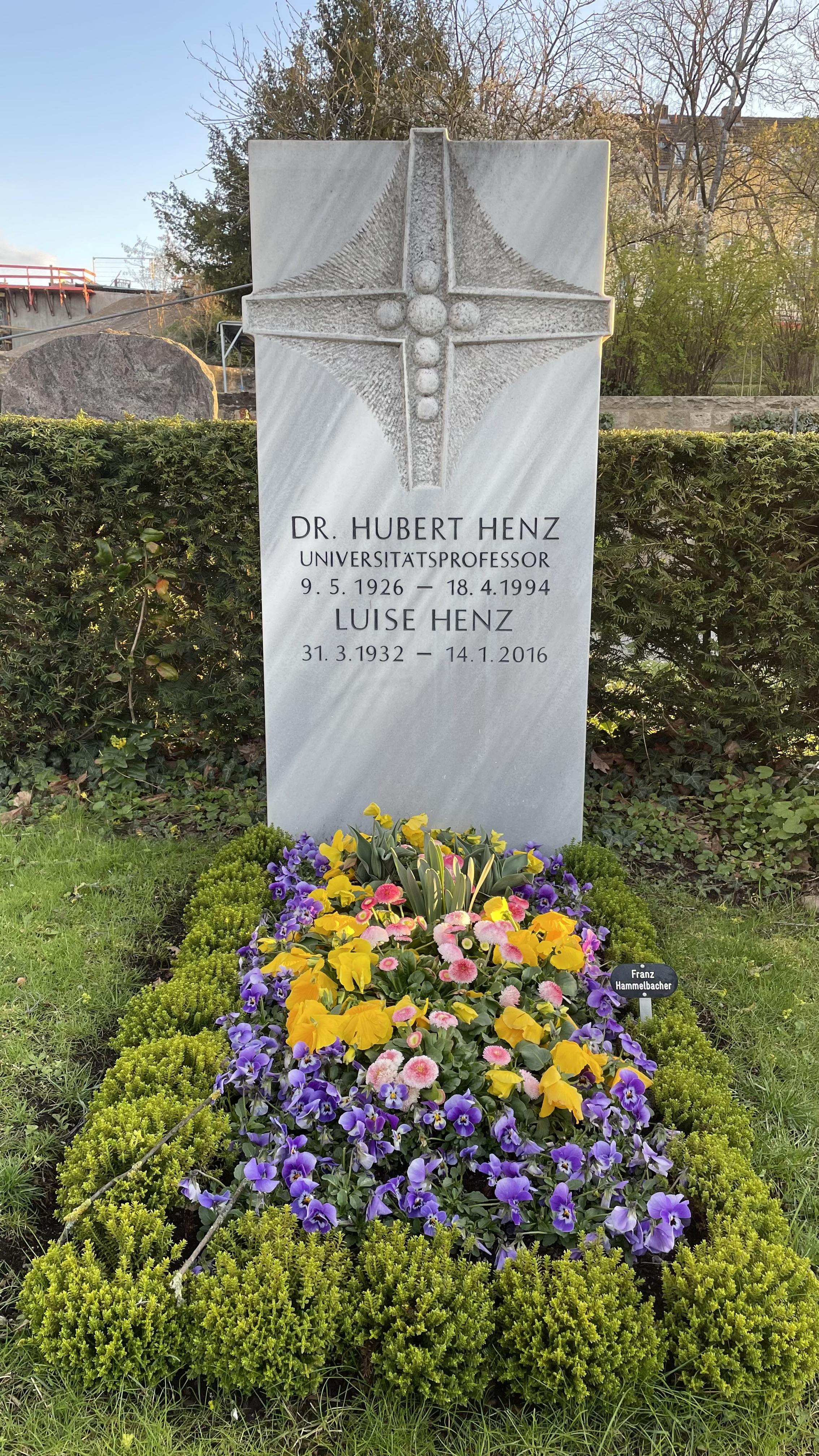

Hubert Henz (* 9. Mai 1926 in Bad Kissingen; † 18. April 1994 in Würzburg) war ein deutscher Pädagoge und Psychologe.
Henz studierte Pädagogik, Psychologie und Philosophie in Würzburg und München. Er promovierte 1952. Später war er an der Volksschule, am Gymnasium und in der Lehrerbildung tätig. Er habilitierte sich 1962 und war anschließend Professor in Eichstätt. 1964 wechselte er an die Pädagogische Hochschule nach Würzburg. Nach der am 1. August 1972 erfolgten Integration der Pädagogischen Hochschule in die Universität Würzburg wurde er  Ordinarius für Pädagogik auf einem der beiden hierdurch geschaffenen Lehrstühle.
Henz vertrat eine christlich-normative Pädagogik, die sich vor allem im Kontext der „realistischen Wendung“ innerhalb der deutschen Erziehungswissenschaft und des sogenannten Positivismussstreits innerhalb der empirisch-analytischen Erziehungswissenschaft teils scharfer Kritik ausgesetzt sah. Henz veröffentlichte zahlreiche Bücher zu pädagogischen und psychologischen Themen, beispielsweise einen Band zur Bildungstheorie, 1991 erschienen im Frankfurter Verlag Peter Lang.

## Schriften (Auswahl)
- Lehrbuch der systematischen Pädagogik. Herder, Freiburg 1964 (4. Auflage 1975)
- Bezugssysteme politischer Bildung: zur Relativität des politischen Unterrichts. Herder, Freiburg 1974
- Bildungstheorie. Peter Lang, Frankfurt am Main 1991, ISBN 3-631-43449-9.
- Ethische Erziehung: ethische Fundamentalpädagogik für Lehrer, Erzieher und Eltern. Verlag Michael Arndt, München 1991
- Die christliche Familie als Lebens- und Erziehungsform. Adamas-Verlag, Köln 1981
- Christliche Identität und Erziehung. In: Rassegna di Pedagogia, 41, Rom 1983